# صعود جوبيتر
صعود جوبيتر (بالإنجليزية: Jupiter Ascending)‏ هو فيلم أوبرا فضاء من إنتاج وتأليف وإخراج الأخوين واتشوسكي. الفيلم من بطولة ميلا كونيس وتشانينج تيتوم وايدي ريدماين ودوغلاس بوث وشون بين.
صدر الفيلم في 6 فبراير 2015 وتلقى مراجعات متباينة من النقاد، مع مديح للمؤثرات البصرية وتصميم العالم وأصالته، لكنهم أنتقدوا القصة.

## بطولة
- ميلا كونيس
- تشانينج تيتوم
- شون بين
- ايدي ريدماين

## القصة
يرصد الفيلم حياة مهاجرة روسية تعيسة الحظ تُدعى جوبيتر جونز (ميلا كونيس) ولا تجد أمامها عمل غير وظيفة مسح المراحيض. تقابل جوبيتر كاين (تشانينج تاتوم) -محارب عابر للكواكب -أُرسل من قبل ملكة الكون من أجل قتل جوبيتر. سرعان ما تعلم جوبيتر من كاين أن ليلة مولدها شهدت حادثًا غريبًا وأن حمضها النووي سيجعلها قائدةً للعالم.

### رأي النقاد
تلقى صعود جوبيتر مراجعات سلبية من أغلب النقاد. الفيلم حصل على تقييم 22% على الطماطم الفاسدة، بناءً على 143 مراجعة، مع متوسط تقييم 4/10. الأجماع النقدي في الموقع نص على: «ممتع للعين لكن مربك روائياً، صعود جوبيتر يقدم كبوة أخرى مثيرة بصيراً للأخوين واتشوسكي.» ميتاكريتيك أعطى الفيلم 41 من 100 بناءً على 33 مراجعة نقدية.

## روابط خارجية
- صعود جوبيتر على موقع IMDb (الإنجليزية)
- صعود جوبيتر على موقع ميتاكريتيك (الإنجليزية)
- صعود جوبيتر على موقع روتن توميتوز (الإنجليزية)
- صعود جوبيتر على موقع نتفليكس (الإنجليزية)
- صعود جوبيتر على موقع قاعدة بيانات الأفلام العربية
- صعود جوبيتر على موقع ألو سيني (الفرنسية)
- صعود جوبيتر على موقع Turner Classic Movies (الإنجليزية)
- صعود جوبيتر على موقع أول موفي (الإنجليزية)
- صعود جوبيتر على موقع بوكس أوفيس موجو (الإنجليزية)
- صعود جوبيتر على موقع فيلمافينيتي (الإسبانية)